# اجی (فیلم ۱۹۹۶)
اجی (به هندی: Ajay) فیلمی محصول سال ۱۹۹۶ و به کارگردانی سونیل دارشان است. در این فیلم بازیگرانی همچون سانی دئول، کاریسما کاپور، رینا روی، کیران کومار، سورش اوبروی، فریده جلال، شارات ساکسنا، موهنیش باهل، لاکسیمیکانت برد ایفای نقش کرده‌اند.